# Orde van Culturele Verdienste (Monaco)
De Orde van Culturele Verdienste (Frans: "Ordre de Mérite Culturel") is een ridderorde van het onafhankelijke Prinsdom Monaco. De orde werd op 31 december 1952 door de regerende prins ingesteld als een onderscheiding voor Monagasken en vreemdelingen die verdienstelijk zijn op het gebied van kunst, cultuur, literatuur en wetenschap.
Ook een bijdrage aan de culturele reputatie van het Prinsdom Monaco is aanleiding om deze onderscheiding toe te kennen. 
 De orde wordt in opdracht van de regerende prins door de regering van Monaco toegekend.
De dragers moeten de veertigjarige leeftijd hebben bereikt.
De orde kreeg niet zoals de andere Monagaskische orden de in het internationale diplomatieke verkeer gebruikelijke vijf graden. Hier werd gekozen voor drie graden zoals dat ook in het buurland, Frankrijk, bij de vele Ministeriële orden waaronder de Orde van Kunst en Letteren het geval was. De prins is Grootmeester.

## Graden
- Commandeur, een groot rond gouden kleinood aan een lint om de hals
- Officier, een klein rond zilveren kleinood aan een lint met rozet
- Ridder, een klein rond bronzen kleinood aan een lint

## Versierselen
- Het kleinood is ongeëmailleerde medaille met daaromheen een lauwerkrans. Het kleinood is van goud, zilver of brons, afhankelijk van de graad. Op de voorzijde van het kleinood is een rond gouden medaillon met het dubbele monogram van de stichter en de inscriptie "Principauté de Monaco 1952".

Op de keerzijde staan symbolen van kunst en wetenschap afgebeeld met de woorden Ärts, Lettres Sceinces".
Als verhoging draagt het kleinood van alle drie de graden een niet gevoerde beugelkroon van brons, zilver of goud.
- Het lint is rood met witte rhomben of ruiten langs de middellijn. Omdat men in Frankrijk geen knoopsgatversiering mag dragen dat rood of grotendeels rood is en niet verbonden is aan het Franse Legioen van Eer is het dragen van het rozet van deze orde in Frankrijk strafbaar.